# 阿道夫·威廉·赫尔曼·科尔贝
阿道夫·威廉·赫尔曼·科尔贝（德語：Adolph Wilhelm Hermann Kolbe，又译柯尔伯、柯尔贝、科尔被，1818年9月27日—1884年11月25日），德国化学家。

## 生平
科尔贝生于汉诺威王国哥廷根附近的艾利豪森，是一名新教牧师的长子。13岁时，他进入哥廷根中学学习，并借住在一名教授家中。6年后，他获得毕业证书并于1838年春天进入哥廷根大学学习化学，师从弗里德里希·维勒。1842年，他进入马尔堡大学，成为罗伯特·威廉·本生的一名助手，并于
1843年获得博士学位。1845年，他成为莱昂·普莱费尔的助理，并结识了爱德华·弗兰克兰德。1847年他开始参与编写由尤斯图斯·冯·李比希、维勒与约翰·克里斯蒂安·泼根多夫主编的《纯粹与应用化学词典》，同时还编写了一些重要的教科书。1851年，科尔贝接替本生成为马尔堡大学教授，并于1865年前往莱比锡大学。
1853年，他与威廉·冯·巴德勒本少将的女儿夏洛特结婚。直至他的妻子于1876年过世，他们共度过了23年的美满婚姻，并育有四子。他于1884年在莱比锡死于心脏病。

## 研究
虽然维勒已于1828年成功合成了尿素，但直到19世纪40年代，许多化学家仍相信有机化合物只能以生物经“生命力”合成得到。科尔贝坚持有机物可由无机物通过直接或间接途径合成并发展了这一观点。他在1843至1845年间用二硫化碳通过几步合成了乙酸证明了这一观点。通过修改自由基理论，他对奠定结构化学的基础做出了贡献。他还预测了仲醇与叔醇的存在，这一猜想不久就由合成证明了。
他研究了脂肪酸和其他有机羧酸盐电解生成烃的反应，这一反应被称为柯尔贝电解。 他提出了一种合成水杨酸的反应，被称作科尔贝－施密特反应，这一反应被广泛用于阿司匹林的合成。还有一种合成腈的反应被称作科尔贝腈合成反应。
科尔贝最早使用“合成”（德語：synthese；英語：synthesis）这个词表示现代意义上的有机合成。
他与爱德华·弗兰克兰德一同发现腈可在酸性条件下水解为相应的羧酸。

## 争议
1870年到1884年间，作为《应用化学杂志》（Journal für praktische Chemie）的编辑，科尔贝严厉地评价其他人的工作，有人怀疑他是否受到精神疾病的困扰。他不能容忍他视为投机的现代结构理论，并试图通过他的著作从他视为祸害的这一理论中把自己心爱的化学挽救出来。
他拒绝接受结构化学，特别是凯库勒提出的苯环结构，雅各布斯·亨里克斯·范托夫的不对称碳原子理论，以及阿道夫·冯·拜尔对化学命名法的改革，并在《应用化学杂志》上发表谩骂文章。他的一些言语表明了他与结构化学之间的矛盾：“……拜尔是一名出色的实验化学家，但他是一个经验主义者，缺乏判断力与能力，他对他的实验的解释表明他缺乏对科学准则的基本了解……”
科尔贝激烈的言辞损害了他的声誉并对他死后的评价造成了不公正的影响。